# Young Africans Football Club
El Young Africans Football Club és un club de futbol tanzà de la ciutat de Dar es Salaam.

## Palmarès
- Lliga tanzana de futbol:[2]
  - 1968, 1969, 1970, 1971, 1972, 1974, 1981, 1983, 1987, 1991, 1996, 1997, 2000, 2005, 2006, 2007–08, 2008–09, 2010–11, 2012–13, 2014–15, 2015–16, 2016–17, 2021/22, 2022/23, 2023/24, 2024/25
- Copa tanzana de futbol:[3]
  - 1975, 1994, 1999
- Copa CECAFA de clubs:
  - 1975, 1993, 1999, 2011, 2012
- Copa Tusker de Tanzània:[3]
  - 2007, 2009
- Tanzania FA Cup:[3]
  - 1967, 1974, 1999, 2001, 2015–16
- Community Shield:[3]
  - 2001, 2010, 2013, 2014, 2015

## Futbolistes destacats
- Shabani Nonda Papii
- Kali Ongala
- Said Maulid